# إميل مولر (أستاذ جامعي)
إميل مولر (بالألمانية: Emil Müller)‏ هو رياضياتي نمساوي، ولد في 22 أبريل 1861 في Lanškroun ‏ في التشيك، وتوفي في 1 سبتمبر 1927 في فيينا في النمسا.